# Paweł Wypych
Paweł Wypych (20. februar 1968 – 10. april 2010) var en polsk politiker, og tidligere viceminister. Han var i perioden 2009-2010 den polske præsidents statssekretær.
Han omkom under et flystyrt den 10. april 2010, sammen med bl.a. Polens præsident Lech Kaczyński.